# Џули Зенати
Џули Зенати (фр. Julie Zenatti; рођена 5. фебруара 1981) је француска певачица.

## Биографија
Рођена је 5. фебруара 1981. у Паризу. Алжирског, италијанског и јеврејског је порекла. Њен отац је истакнути пијаниста и њена пратња у току певања. Била је у вези са Патриком Фиоријем, колегом из Notre-Dame de Paris, 2002—2006. са којим је била верена две године. Године 2009. је радила као судија на ријалити такмичењу X Factor Француске.

## Дискографија

### Албуми

#### Студијски
| Година | Албум                    | Највиша позиција | Највиша позиција | Највиша позиција | Песме |
| Година | Албум                    | FRA              | BEL (Wa          | SWI              | Песме |
| ------ | ------------------------ | ---------------- | ---------------- | ---------------- | --- |
| 2000.  | Fragile                  | 24               | 33               | —                | 1. Why 2. Si je m'en sors 3. Tout s'en va 4. La vérité m'attire 5. Ce qu'il me reste de toi 6. Eldorado 7. Pour y croire encore 8. Entre nous 9. Fragile 10. Le couloir de la vie 11. Toutes les douleurs 12. Si je m'en sors (remix) |
| 2002.  | Dans les yeux d'un autre | 30               | —                | 76               | 1. La vie fait tout ce qu'elle veut 2. Ma vie et la tienne 3. J'en doute 4. Si bas 5. Inconsolable 6. Dans les yeux d'un autre 7. C'est du vent 8. Je glisse 9. Des lunes 10. Une femme qui sommeille 11. Mon voisin 12. T'emmener en amour 13. C'est moi qui sonne 14. Ensemble 15. Le goût des pommes |
| 2004.  | Comme vous...            | 12               | 59               | 50               | 1. Je voudrais que tu me consoles (I'd Like You to Console Me) 2. L'âge que j'ai (My Age) 3. Le sort du monde (The Fate of the World) 4. À quoi ça sert? (What Difference Does It Make?) 5. Couvre-moi (Cover Me) 6. On efface (One Erases) 7. Dans ces villes (In Those Towns) 8. Rendez-moi le silence (Give Me Back the Silence) 9. L'amour s'en fout (Love Doesn't Care) 10. Prends soin de moi (Take Care of Me) 11. Lis dans mes pensées (Read My Mind) 12. Des nouvelles (News) 13. Comme vous (Like You) 14. Mon amour (My Love) 15. L'amour suffit (14 bis)                                       |
| 2007.  | La boîte de Pandore      | 15               | 22               | 79               | 1. Je voudrais une chanson (I would like a song) 2. La Boîte de Pandore (Pandora's Box) 3. Douce (Sweet) 4. Les cartons 5. (Tango) Princesse 6. Interlude: Je voudrais une chanson 7. Si Le temps me permettait (If I Had The Time) 8. Jean Mineur 9. Se souvenir (Remembering) 10. Julie ose (Julie Dares) 11. J'ai croisé le Diable (I Met The Devil) 12. Interlude: Je voudrais une chanson 13. Fais-moi confiance (Trust Me) 14. Amnésie (Amnesia) 15. Le chemin de l'école (The Way to School) 16. Interlude: Je voudrais une chanson 17. Face cachée (Hidden Side) 18. Belle la vie (Beautiful Life) |
| 2010.  | Plus de Diva             | 30               | 45               | –                | 1. Appelez-moi Maria 2. Le journal de Julie Z (Intro) 3. Venise 2037 4. L'herbe tendre 5. Une tête à deux places 6. Comme une geisha 7. Sweden Syndrome 8. Entre l'amour et le confort 9. Diva rouge 10. L'un souffre, l'autre s'ennuie 11. Les klaxons des mariages de juin 12. Une grande rousse aux yeux verts 13. Ma douleur est un cheval 14. Le journal de Julie Z (Outro) |
| 2015.  | Blanc                    | 13               | 19               | 70               | 1. Là où nous en sommes 2. D'où je viens 3. La force des liens 4. Les amis 5. Blanc 6. Pars sans rien dire 7. À l'ouest 8. La vérité 9. Presque 10. Si tu veux savoir 11. La contemplation 12. Je ne t'en veux pas (with Grégoire) 13. Introverti 14. L'instant de grâce (bonus track) 15. La fille du moi d'avant (bonus track) 16. À mon tour (bonus track) |

#### Остали
| Година | Албум                             | Највиша позиција |
| Година | Албум                             | FRA              |
| ------ | --------------------------------- | ---------------- |
| 2013.  | Live piano voix – Quelque part... | 154              |

### Песме
| Година | Песма                          | Највиша позиција | Највиша позиција | Највиша позиција |
| Година | Песма                          | FRA              | BEL (Wa)         | SWI              |
| ------ | ------------------------------ | ---------------- | ---------------- | ---------------- |
| 2001.  | Si je m'en sors                | 12               | 7                | —                |
| 2001.  | Why                            | 70               | 13*              | —                |
| 2003.  | La vie fait ce qu'elle veut    | 22               | —                | 44               |
| 2003.  | Dans les yeux d'un autre       | 38               | —                | —                |
| 2004.  | Je voudrais que tu me consoles | 12               | 16*              | 45               |
| 2007.  | (Tango) Princesse              | 10               | 31               | —                |
| 2014.  | D'où je viens                  | 94               | —                | —                |
| 2015.  | Les amis                       | 103              | 5                | —                |
| 2015.  | Pars sans rien dire            | —                | —                | —                |
| 2016.  | Zina (ici ou là-bas)           | 151              | —                | —                |
| 2020.  | Paisiblement fou               | —                | 32               | —                |
| 2021.  | Tout est plus pop              | —                | 47               | —                |